# سباستین گیووینی
سباستین گیووینی (انگلیسی: Sebastián Giovini؛ زادهٔ ۲۸ فوریهٔ ۱۹۹۰) بازیکن فوتبال اهل آرژانتین است.
از باشگاه‌هایی که در آن بازی کرده‌است می‌توان به باشگاه فوتبال آرژانتینوس جونیورز اشاره کرد.